# Netsuke

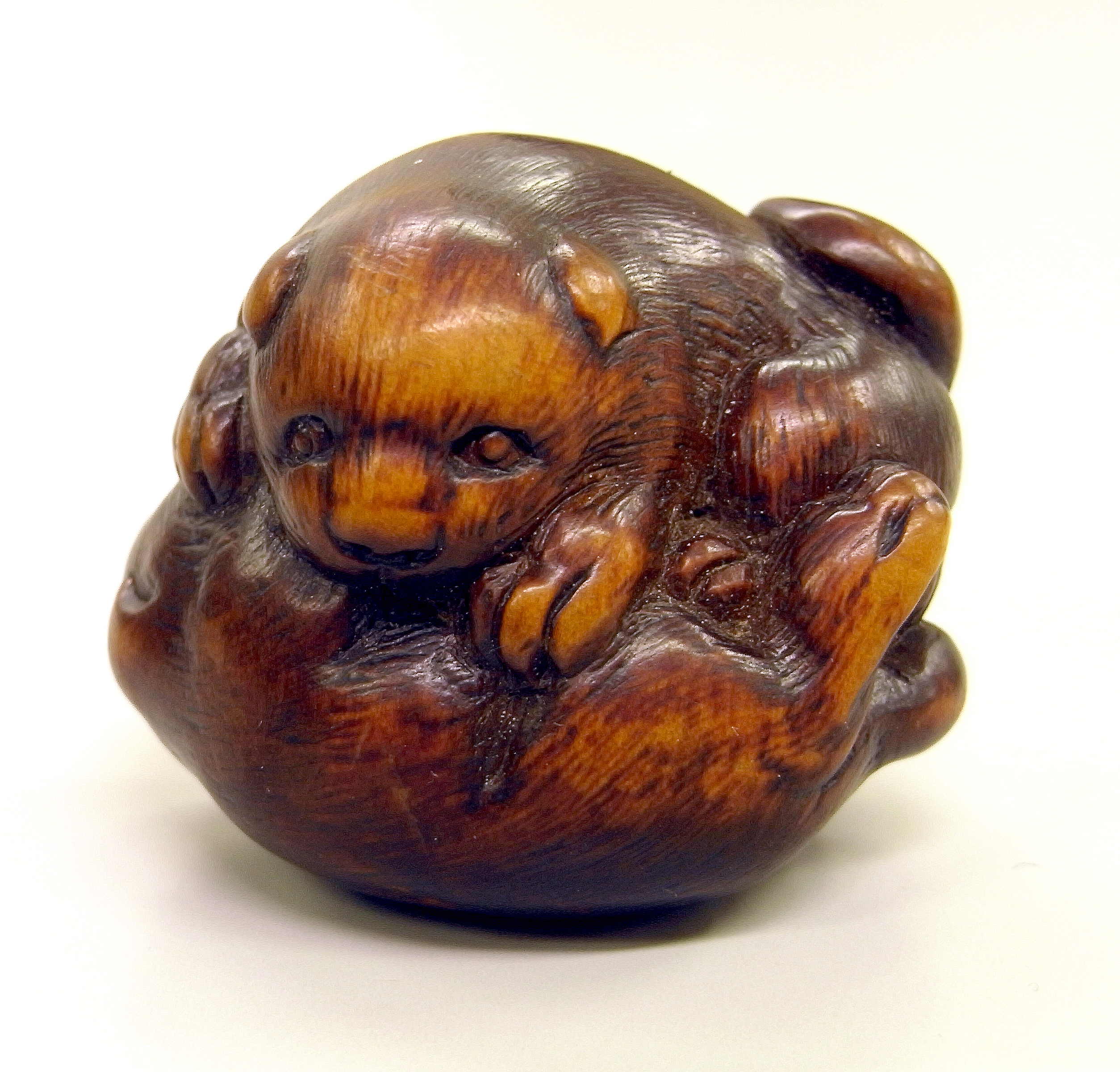
Netsuke hình một chú chó do 虎渓 (Kokei) làm

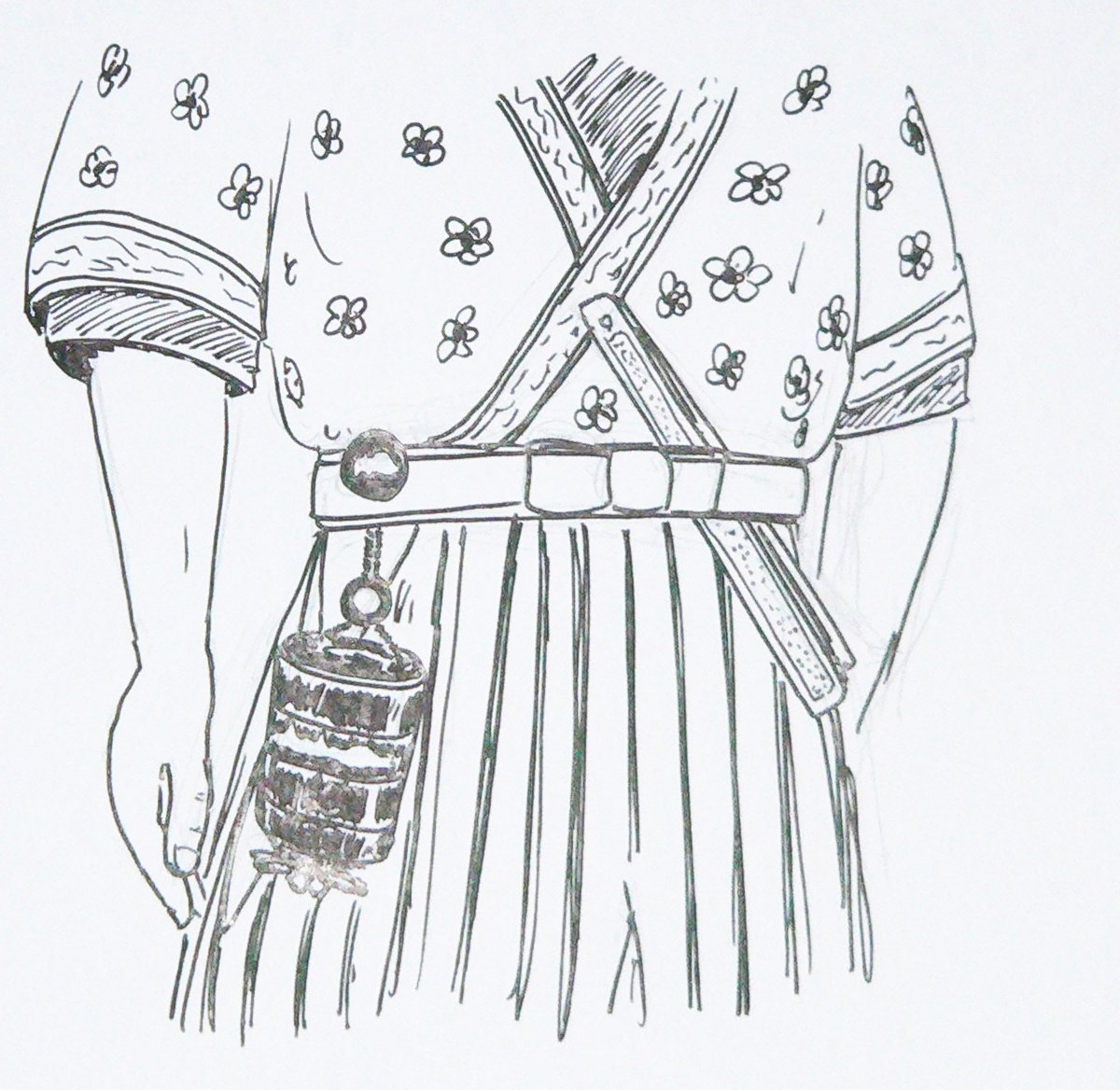
Một người đàn ông đeo một cái inro (hộp đựng nhỏ) gắn vào thắt lưng chiếc hakama bằng netsuke.

Netsuke (tiếng Nhật: 根付) là những đồ vật chạm khắc nhỏ được phát minh ở Nhật Bản thế kỷ 17 để phục vụ một nhu cầu thiết thực (hai ký tự tiếng Nhật ne+tsuke' có nghĩa là "rễ" và "gắn vào"). Những trang phục áo thụng truyền thống Nhật Bản là kosode và kimono không có túi; tuy nhiên người mặc chúng vẫn cần mang theo vật dụng cá nhân của họ ví dụ như tẩu thuốc; thuốc lá; tiền; con dấu;...
Giải pháp của người Nhật là để những vật dụng đó trong một đồ chứa (gọi là "sagemono") rồi treo đồ chứa đấy vào dải khăn thắt lưng của áo thụng (obi) bằng một cái dây thừng nhỏ. Đồ chứa có thể là một cái túi hoặc một cái giỏ nhỏ nhưng phổ biến nhất là một cái hộp thủ công mỹ nghệ (inro)